# Marcela Barrientos
Marcela Inés Barrientos Karmelic (15 de marzo de 1965) es una atleta chilena, especializada en lanzamiento del disco, lanzamiento de bala y salto de altura.

## Biografía
Se inició en el salto de altura, disciplina en la que ganó torneos interescolares y logró obtener récords de Chile seis veces hasta la etapa juvenil. Compitió por la Universidad de Chile y por la Universidad Católica, retirándose de las competencias luego de graduarse de la universidad.
Regresó al deporte como atleta máster compitiendo por Stade Francés y, al cierre de este, se integró al Club Deportivo Universidad Católica.
Mantiene los récords sudamericanos en: 
- Salto de altura: categoría 45 (1.56, Mundial WMA Sacramento, Estados Unidos, 6 de julio de 2001), categoría 50 (1.55, Mundial WMA, Lyon, Francia, 4 de agosto de 2015)
- Lanzamiento de bala: categoría 40 (12.46, Río de Janeiro, Brasil, 4 de noviembre de 2006), categoría 45 (13.07, Sudamericano Santiago, Chile, 23 de noviembre de 2010), categoría 50 (14.56, Mundial WMA, Lyon, Francia, 4 de agosto de 2015)
- Lanzamiento de disco: categoría 40 (38.90, Sudamericano Rosario, Argentina, 22 de noviembre de 2008)
- Lanzamiento de martillo (martelete) categoría 50 (11.67, Sudamericano Santiago, Chile, 6 de noviembre de 2017)

## Premios
- Medalla de oro en disco, en bala y en salto de altura, Mundial Máster de Atletismo de Porto Alegre, Brasil, 2013.
- Medalla de oro en salto de altura y lanzamiento de la bala, medalla de plata en lanzamiento de disco, Mundial Máster de Atletismo de Lyon, Francia, 2015.[4][5]
- Medalla de oro en lanzamiento de disco y bala, Mundial Máster de Atletismo de Perth, Australia, 2016.
- Medalla de oro en disco, en bala y en salto de altura, Mundial Máster de Atletismo de Daegu, Corea del Sur, 2017.[6][7]
- Mejor lanzadora mundial del año en el Mundial Máster de Atletismo de Málaga, España, 2018.[8][9]
- Medalla de oro en lanzamiento del disco, medalla de plata en lanzamiento de la bala y medalla de bronce en la de salto de altura, en el Mundial Máster de Atletismo de Polonia, 2019.[10]